# Museu Etnològic de Canet d'en Berenguer (MECBE)
El Museu Etnològic de Canet de Berenguer (MECBE) és un museu etnològic ubicat a una casa de família agricultora de la primera meitat del s. XX, que actualment és propietat de l'Ajuntament de Canet d'en Berenguer, al Camp de Morvedre, a la Comunitat Valencina; la casa d'agricultors s'utilitzà com a explotació agrària, encara que també es va arribar a utilitzar com a trull i més tard una fàbrica d'oli.
El museu va ser reconegut com a tal mitjançant resolució del Conseller de Cultura, Educació i Ciència de la Generalitat Valenciana el 30 d'octubre de 2001.
Forma part de la Xarxa de Museus Etnològics Locals de la Diputació de València, coordinada pel Museu Valencià d'Etnologia, L'ETNO.

## Descripció
Es tracta d'un petit museu ubicat dins d'unes instal·lacions que actualment s'utilitzen per a diversos usos (com a centre de joventut entre d'altres), cosa que fa que fins i tot el seu horari de visites (només unes quantes hores en horari de tarda de dilluns a divendres) sigui reduït.
La col·lecció museogràfica la componen al voltant de 153 peces registrades i exposades, que es poden agrupar en tres apartats:
1.   Diorama que reconstrueix l'aspecte del poble de Canet d'en Berenguer entre els segles XVIII i XIX. D'uns 8 m² ia escala H. 0, Núm. 0005.
2.   Restes arqueològiques, formada per 14 peces, totes elles fragments d'àmfores romanes trobades a la costa de Canet, que havia de tenir el seu origen en el transport marítim de líquids (vi, oli…) i sòlids (cereals).
3.   Objectes de caràcter etnològic, entre els quals es poden destacar la reproducció d'una carta matrimonial que data del segle XVIII, i diverses peces típiques de la indumentària valenciana. Cal recalcar que va ser gràcies a la documentació notarial que es va poder reconstruir l'aixovar d'una dona de Canet de finals del segle xviii. Les peces que el componien solien ser: camises de fil, cotó, lli i seda; llençols i enaigües, davantals, tovalloles, estovalles, “tapapeus” i “jobons”, i un bagul de fusta on tot es dipositava. La majoria de les peces procedeixen de la col·lecció de Victoria Liceras.